# 애슐리 엑스타인
마리아 애슐리 엑스타인(영어: Maria Ashley Eckstein, 혼전 성 드레인 Drane, 1981년 9월 22일 ~ )은 미국의 성우이다. 애니메이션 《스타 워즈: 클론 전쟁》의 여주인공 '아소카 타노' 역으로 알려져 있다. 남편은 야구 선수 데이비드 엑스타인이다.